# Список умерших в 1966 году
В этой статье представлен список известных людей, умерших в 1966 году.
- См. также: Категория:Умершие в 1966 году

## Январь
- 1 января — Георгий Вершинин, младший сержант Рабоче-крестьянской Красной Армии, участник Великой Отечественной войны, попал в немецкий плен, где согласился на сотрудничество с противником. Ввиду незнания факта его пленения и коллаборационизма Вершинину было присвоено звание Героя Советского Союза посмертно, впоследствии указ о награждении был отменён, а сам Вершинин был осуждён.
- 1 января — Венсан Ориоль (81), президент Франции (Четвёртая республика, 1947—1954), первый после Второй мировой войны.
- 4 января — Инга Артамонова (29), советская спортсменка-конькобежец, заслуженный мастер спорта; убита.
- 8 января — Манфред Малкин (81), американский пианист и музыкальный педагог российского происхождения.
- 9 января — Фридрих Вильгельм Фёрстер (96), немецкий философ, педагог и пацифист.
- 11 января — Леонид Учаев (50), полный кавалер Ордена Славы.
- 11 января — Лал Шастри (61), второй премьер-министр независимой Индии.
- 13 января — Виктор Бойченко (50), украинский художник-график.
- 14 января — Сергей Королёв (59), советский конструктор ракетно-космических систем, академик, дважды Герой Социалистического Труда, основоположник практической космонавтики.
- 16 января — Николай Бернштейн (69), советский психофизиолог и физиолог.
- 16 января — Захар Бунаков (61) — советский государственный и партийный деятель, 2-й секретарь Алма-Атинского областного комитета КП(б) - КП Казахстана (1952-1955).
- 18 января — Павел Вавилов (56), работник морского транспорта, матрос арктического флота. Герой Социалистического Труда, почётный полярник.
- 18 января — Ольга Высотская (80), литературный и театральный деятель, актриса театра Мейерхольда.
- 18 января — Сергей Бартенев (65), советский кинорежиссёр, организатор кинопроизводства.
- 18 января — Гнат Юра (78), советский украинский театральный режиссёр, актёр, педагог.
- 19 января — Анатолий Гальперин (42) участник Великой Отечественной войны, Герой Советского Союза.
- 22 января — Иван Борин (58) участник Великой Отечественной войны, Герой Советского Союза.
- 23 января — Иван Казанцев (66), советский учёный-металлург.
- 23 января — Александр Москинский (51) участник Великой Отечественной войны, Герой Советского Союза.
- 24 января — Иехиэль Яаков Вайнберг, раввин, доктор философии.
- 25 января — Шаул Адлер (70), израильский паразитолог, микробиолог.
- 25 января — Дмитрий Милютенко (66), украинский советский актёр театра и кино, Народный артист СССР.
- 26 января — Борис Вальбе (76), советский литературовед и литературный критик.
- 26 января — Николай Мордвинов (64), советский актёр театра и кино.
- 29 января — Сергей Иванов (43),капитан Советской Армии, участник Великой Отечественной войны, Герой Советского Союза.
- 30 января — Моисей Юдовин (67), еврейский белорусский поэт. Писал на идише.
- 31 января — Николай Бирюков (53), русский советский писатель.
- 31 января — Виктор Соловей (74), общественно-политический и церковный деятель, архиепископ УАПЦ родом из Черниговщины.

## Февраль
- 1 февраля — Бастер Китон (70) — американский киноактёр и режиссёр, классик немой кинокомедии.
- 6 февраля — Валентина Минская (77) — святая Белорусской православной церкви.
- 6 февраля — Вилис Лацис (61) — латышский советский писатель и государственный деятель.
- 9 февраля — Идальго де Сиснерос, Игнасио — испанский военачальник, военный лётчик.
- 9 февраля — Константин Середа (65) — участник Великой Отечественной войны, пехотинец, Герой Советского Союза.
- 9 февраля — Моше Эйнхорн (69) — американский врач-гастроэнтеролог.
- 10 февраля — Иван Ивлиев (50) — участник Великой Отечественной войны, пехотинец, Герой Советского Союза.
- 13 февраля — Армен Айриев (55) — советский офицер, участник Великой Отечественной войны (командир эскадрильи 503-го штурмового авиационного полка 206-й штурмовой авиационной дивизии 7-го штурмового авиационного корпуса 8-й воздушной армии Южного фронта, капитан), Герой Советского Союза (1944), майор.
- 14 февраля — Эдриэн Коул — австралийский военный лётчик.
- 15 февраля — Присовский, Константин Адамович — генерал-майор, участник Первой мировой войны.
- 18 февраля — Григорий Нелюбов (31) — советский военный лётчик, член первого отряда советских космонавтов.
- 20 февраля — Честер Нимиц (80) — адмирал флота, главнокомандующий Тихоокеанским флотом США во время Второй мировой войны.
- 21 февраля — Константин Скачков (43) — участник Великой Отечественной войны, пехотинец, Герой Советского Союза.
- 22 февраля — Чуланов, Габдулла — советский хозяйственный, государственный и политический деятель.
- 23 февраля — Георгий Майсурадзе — участник Великой Отечественной войны, пехотинец, Герой Советского Союза.
- 24 февраля — Андрей Писаренко (57) — участник Великой Отечественной войны, Герой Советского Союза.

## Март
- 4 марта — Михаил Николаевич Буяновский (74) — русский валторнист и музыкальный педагог.
- 5 марта — Анна Ахматова (76) — русский поэт, писатель, литературовед, литературный критик, переводчик; один из крупнейших русских поэтов XX века.
- 6 марта — Иван Горшков (80) — советский государственный и партийный деятель, председатель Рязанского губернского комитета РКП(б) (1919-1920).
- 6 марта — Рихард Маурс (78) — латвийский скульптор.
- 7 марта — Самуил Адливанкин (68) — российский художник.
- 7 марта — Аркадий Кобелев — участник Великой Отечественной войны, Герой Советского Союза.
- 11 марта — Аркадий Сидоров (66) — советский историк, специалист по экономической истории России начала XX века.
- 12 марта — Александр Акимов (41) — Герой Советского Союза.
- 12 марта — Норайр Сисакян (59) — советский биохимик.
- 15 марта — Алекс Веддинг (60) — немецкая детская писательница.
- 16 марта — Владимир Критский (67) — советский военно-морской деятель.
- 19 марта — Яков Москаленко (44) — старший сержант Рабоче-крестьянской Красной Армии, участник Великой Отечественной войны, Герой Советского Союза.
- 20 марта — Николай Лукин (58) — русский советский писатель.
- 22 марта — Василий Антоненко (66) — советский деятель колхозного движения.
- 24 марта — Александр Домрачев (61) — Герой Советского Союза.
- 25 марта — Серафима Гопнер (85) — советский украинский политический деятель.
- 27 марта — Карл Кёниг (63) — австрийский медик, лечебный педагог, антропософ, основатель Кэмпхиллского движения.
- 28 марта — Самуил Рейнберг (68) — советский рентгенолог.
- 31 марта — Андриан Журавлёв — старший сержант Рабоче-крестьянской Красной Армии, участник Великой Отечественной войны, Герой Советского Союза.

## Апрель
- 1 апреля — Василий Копылов (44) — участник Великой Отечественной войны, Герой Советского Союза.
- 1 апреля — Алексей Марков (45) — участник Великой Отечественной войны, Герой Советского Союза.
- 2 апреля — Владимир Корвин-Пиотровский (74) — русский поэт, прозаик, драматург.
- 3 апреля — Владимир Лебедев (71) — русский советский историк, археограф.
- 3 апреля — Мария Литвиненко-Вольгемут (74) — советская украинская оперная певица.
- 10 апреля — Хайнц Барвих (54) — немецкий физик.
- 10 апреля — Ивлин Во (62) — английский писатель.
- 11 апреля — Карл Гаккель (60) — советский режиссёр-постановщик.
- 12 апреля — Александр Заев (51) — Полный кавалер Ордена Славы.
- 12 апреля — Автандил Коридзе (31) — советский борец классического стиля, олимпийский чемпион 1960 года, заслуженный мастер спорта СССР.
- 12 апреля — Евгений Малеев (51) — советский учёный-палеонтолог.
- 13 апреля — Гурген Айкуни (77) — армянский поэт, политик.
- 16 апреля — Виталий Соловьёв (43) — участник Великой Отечественной войны, Герой Советского Союза.
- 17 апреля — Ганс Пуррман (86) — немецкий художник, график, теоретик искусства и коллекционер.
- 19 апреля — Эдуард Смильгис (79) — советский латышский актёр и театральный режиссёр.
- 21 апреля — Николай Жданов — советский военный деятель, Генерал-полковник артиллерии.
- 21 апреля — Федосий Рогожников — участник Великой Отечественной войны, Герой Советского Союза.
- 23 апреля — Герасим Григорьев (45) — участник Великой Отечественной войны, Герой Советского Союза.
- 23 апреля — Пётр Сухоручкин (50) — участник Великой Отечественной войны, Герой Советского Союза.
- 24 апреля — Симон Чиковани (63) — грузинский советский поэт.
- 27 апреля — Владимир Логинов (42) — участник Великой Отечественной войны, Герой Советского Союза.
- 30 апреля — Василий Балакин — капитан Рабоче-крестьянской Красной Армии, участник Великой Отечественной войны, Герой Советского Союза.

## Май
- 2 мая — Василий Воробьев (67) — советский военачальник, генерал-лейтенант.
- 5 мая — Дангатар Овезов (55) — туркменский композитор и дирижёр.
- 7 мая — Станислав Ежи Лец (57) — выдающийся польский сатирик, поэт, афорист XX века.
- 7 мая — Владимир Тимощук — участник Великой Отечественной войны, Герой Советского Союза.
- 7 мая — Усман Юсупов (66) — советский государственный и партийный деятель.
- 8 мая — Аркадий Павлушко (65) — участник Великой Отечественной войны, Герой Советского Союза.
- 9 мая — Иван Валухов (52) — участник Великой Отечественной войны, Герой Советского Союза.
- 9 мая — Василий Литвиненко (71) — красноармеец Рабоче-крестьянской Красной Армии, участник Великой Отечественной войны, Герой Советского Союза.
- 12 мая — Иван Омигов (42) — участник Великой Отечественной войны, Герой Советского Союза.
- 13 мая — Пётр Гаврилов (41) — участник Великой Отечественной войны, Герой Советского Союза.
- 15 мая — Альфред Амтман-Бриедит (80) — латышский советский актёр, режиссёр и педагог, Народный артист СССР.
- 15 мая — Ханс Каутский (75) — австрийский химик.
- 17 мая — Юрий Дольд-Михайлик (63) — украинский советский писатель, драматург, критик, публицист.
- 18 мая — Алексей Панфилов (68) — участник Великой Отечественной войны, Герой Советского Союза.
- 23 мая — Афанасий Кудерский (62) — участник Великой Отечественной войны, Герой Советского Союза.
- 23 мая — Николай Носков (64) — участник Великой Отечественной войны, Герой Советского Союза.
- 25 мая — Вениамин Гоффеншефер (61) — советский литературный критик.
- 25 мая — Вернон Стэрди (76) — австралийский военный деятель.
- 25 мая — Григорий Сурков (50) — участник Великой Отечественной войны, Герой Советского Союза.
- 26 мая — Иван Василенко (71) — русский советский писатель.
- 30 мая — Владимир Алафузов (64) — советский военно-морской деятель, адмирал.
- 30 мая — Афанасий Гудырев (65) — советский государственный и партийный деятель, 1-й секретарь Ненецкого окружного комитета ВКП(б) - КПСС (1948-1955).
- 30 мая — Михаил Цетлин (41) — советский математик. Один из создателей советской школы кибернетики.

## Июнь
- 1 июня — Николай Вахнин (55) — советский государственный и партийный деятель, председатель Президиума Верховного Совета Коми АССР (1951-1963).
- 1 июня — Питер Джордж (62) — британский писатель.
- 4 июня — Пётр Отрошко — Герой Советского Союза.
- 7 июня — Жан Арп (79) — немецкий и французский поэт, художник, график, скульптор.
- 10 июня — Иван Анисимов (67) — советский литературовед.
- 10 июня — Борис Зон (68) — советский актёр, театральный режиссёр, заслуженный артист РСФСР.
- 13 июня — Николай Булгаков (67) — русский учёный, биолог , бактериолог.
- 14 июня — Шандор Гергей (70) — венгерский писатель, журналист, редактор, общественный деятель. Лауреат Премии имени Кошута.
- 14 июня — Парнаоз Чиквиладзе (25) — заслуженный мастер спорта СССР по самбо.
- 17 июня — Никита Антонец (50) — Герой Советского Союза.
- 17 июня — Артемий Пенчевский (60) — Начальник штаба 5-й, 33-й и 70-й армий в период Великой Отечественной войны.
- 18 июня — Евтихий Белов (64) — советский военачальник, генерал-лейтенант танковых войск, Герой Советского Союза.
- 19 июня — Филипп Жмаченко (70) — советский военачальник, Герой Советского Союза.
- 22 июня — Серафим Меркулов (62) — Герой Советского Союза.
- 22 июня — Борис Чирсков (61) — советский киносценарист и драматург.
- 22 июня — Таддеус Шидлер (82) — американский легкоатлет, серебряный призёр летних Олимпийских игр 1904.
- 23 июня — Михаил Миловский (67) — советский военачальник и историк, профессор.
- 25 июня — Иосиф Бельский (62) — председатель Верховного Совета Белорусской ССР (1949-1955), Герой Советского Союза.
- 27 июня — Григорий Панченко (65) — Герой Советского Союза.
- 30 июня — Нино Фарина (59) — итальянский автогонщик, победитель первого официального этапа в истории чемпионатов мира Формулы-1 и первый чемпион мира в этом классе гонок; автокатастрофа.

## Июль
- 2 июля — Ян Бжехва (67) — польский поэт, писатель, переводчик.
- 2 июля — Иоанн Шанхайский (70) — епископ Русской православной церкви за рубежом.
- 4 июля — Фёдор Бажора (55) — участник Великой Отечественной войны, Герой Советского Союза.
- 4 июля — Георгий Давиташвили (73) — советский грузинский актёр, народный артист Грузинской ССР.
- 4 июля — Алексей Костенко (56) — советский военачальник, генерал-лейтенант авиации.
- 6 июля — Виктор Суздальский (43) — участник Великой Отечественной войны, Герой Советского Союза.
- 7 июля — Николай Бредихин (48) — участник Великой Отечественной войны, Герой Советского Союза.
- 7 июля — Александр Родителев (49) — участник Великой Отечественной войны, Герой Советского Союза.
- 9 июля — Григорий Григорьев (72) — советский военно-морской деятель.
- 9 июля — Василий Зюльковский (53) — капитан Советской Армии, участник Великой Отечественной войны, Герой Советского Союза.
- 9 июля — Михаил Романьков (40) — участник Великой Отечественной войны, Герой Советского Союза.
- 10 июля — Иван Анисимов (67) — советский литературовед, исследователь западно-европейской литературы.
- 10 июля — Харун Богатырёв (58) — участник Великой Отечественной войны, Герой Советского Союза.
- 10 июля — Александр Рудаков (55) — советский политический деятель.
- 10 июля — Гулям Гафур (63) — узбекский советский поэт и публицист.
- 11 июля — Альфред Бергер (81) — австрийский фигурист.
- 11 июля — Эндрю Макнотон (79) — канадский военный, государственный и научный деятель.
- 12 июля — Дайсэцу Тэйтаро Судзуки (95) — японский философ, психолог, один из ведущих популяризаторов дзэн-буддизма.
- 17 июля — Давид Мерквиладзе (47) — участник Великой Отечественной войны, Герой Советского Союза.
- 19 июля — Дмитрий Емлютин (58) — участник Великой Отечественной войны, Герой Советского Союза.
- 21 июля — Софья Преображенская (61) — советская оперная певица.
- 22 июля — Василий Колонов (53) — участник Великой Отечественной войны, Герой Советского Союза.
- 22 июля — Борис Хромов (48) — участник Великой Отечественной войны, Герой Советского Союза.
- 23 июля — Монтгомери Клифт (45) — американский актёр, один из первых трёх убеждённых сторонников системы Станиславского в Голливуде (вместе с Марлоном Брандо и Джеймсом Дином).
- 28 июля — Карл-Отто Заур (64) — статс-секретарь рейхсминистерства военной промышленности в период нацизма, министр военной промышленности в «кабинете Геббельса».

## Август
- 1 августа — Леонид Вивьен (79) — российский и советский актёр, режиссёр, театральный педагог, Народный артист СССР.
- 6 августа — Джабай Балиманов (73) — старший чабан колхоза «Актау», дважды Герой Социалистического Труда.
- 7 августа — Александр Кузнецов (62) — Герой Советского Союза.
- 9 августа — Александр Гитович (57) — русский поэт, переводчик китайской и корейской литературы.
- 9 августа — Антанас Жмуйдзинавичюс (89) — литовский художник, живописец; народный художник СССР.
- 9 августа — Георгий Леонидзе (66) — грузинский советский поэт. Народный поэт Грузинской ССР.
- 11 августа — Григорий Мацейко (53) — член Организации украинских националистов, боевик ОУН.
- 11 августа — Илья Штильман (63) — выдающийся украинский художник-живописец и педагог.
- 15 августа — Сина Оуэн (71) — американская киноактриса и сценаристка.
- 17 августа — Василий Стрельцов (45) — Герой Советского Союза.
- 22 августа — Владислав Иллич-Свитыч (31) — советский языковед-компаративист.
- 23 августа — Александр Ксенофонтов (71) — советский военачальник, генерал-лейтенант, Герой Советского Союза.
- 24 августа — Илья Гонимов (90) — советский писатель.
- 24 августа — Тадеуш Коморовский (71) — польский военачальник, генерал.
- 24 августа — Лао Шэ (67) — видный китайский прозаик, драматург, публицист.
- 26 августа — Гайк Авалян — участник Октябрьской революции в Армении, Грузии и Азербайджане, полковник Советской армии, ветеран Великой Отечественной войны, участник обороны Москвы.
- 26 августа — Иван Дмитриевич Морозов (43) — Герой Советского Союза.
- 28 августа — Иван Михайлович Щеглов (48) — Герой Советского Союза.
- 29 августа — Кэрол Галлахер (англ. Carole Gallagher) — американская актриса (род. 1923).[1]

## Сентябрь
- 2 сентября — Павел Дмитриев (56) — Герой Советского Союза.
- 4 сентября — Филипп Омельянюк (61) — Герой Советского Союза.
- 4 сентября — Мартин Штернер (швед. Martin Sterner) (род. 1887), шведский актёр и режиссёр.
- 5 сентября — Евгений Бернер — американский селекционер роз.
- 5 сентября — Алексей Шубин (65) — советский писатель.
- 9 сентября — Владимир Елисеев (67) — советский учёный — гистолог, цитолог и эмбриолог, доктор медицинских наук (1939), профессор, подполковник медицинской службы.
- 10 сентября — Эмиль Юлиус Гумбель (75) — немецко-американский математик и политический публицист.
- 14 сентября — Семён Иванов (42) — Полный кавалер Ордена Славы.
- 14 сентября — Николай Черкасов (63) — выдающийся советский актёр театра и кино.
- 15 сентября — Ермухан Бекмаханов (51) — учёный-историк, член-корреспондент Академии Наук Казахской ССР.
- 17 сентября — Вахтанг Карселадзе (47) — советский шахматный педагог, заслуженный тренер СССР.
- 17 сентября — Андрей Соммер (69) — генерал-майор танковых войск, Герой Советского Союза.
- 18 сентября — Василий Южаков (53) — Герой Советского Союза.
- 19 сентября — Владимир Фёдоров (92) — выдающийся российский и советский конструктор оружия, генерал-лейтенант инженерно-технической службы, Герой Труда.
- 22 сентября — Валентин Булгаков (79) — последователь и последний секретарь Л. Н. Толстого.
- 22 сентября — Владимир Векслер (59) — советский физик-экспериментатор.
- 22 сентября — Александр Павлов (60) — Герой Советского Союза.
- 24 сентября — Натан Гельбер — еврейский историк и общественный деятель.
- 24 сентября — Григорий Попович (61) — подполковник морской авиации, Герой Советского Союза.
- 26 сентября — Григорий Усатый (50) — майор, Герой Советского Союза.
- 26 сентября — Дмитрий Юрков (51) — Герой Советского Союза.
- 28 сентября — Григорий Александров — советский военачальник, генерал-майор интендантской службы.
- 28 сентября — Андре Бретон (70) — французский писатель и поэт, один из основоположников дадаизма и основоположник сюрреализма.
- 28 сентября — Ким Дин (64) — корейский советский актёр, народный артист Казахской ССР.
- 29 сентября — Иван Ваш (62) — украинский советский политический, хозяйственный и общественный деятель.
- 30 сентября — Тимофей Плужников (52) — Герой Советского Союза.

## Октябрь
- 5 октября — Иван Максюшин (51) — Полный кавалер ордена Славы.
- 5 октября — Дмитрий Тархов (76) — русский певец, драматический тенор, поэт, переводчик.
- 8 октября — Григорий Гершфельд (79) — российский, украинский и молдавский композитор, скрипач.
- 9 октября — Пётр Болото (57) — Герой Советского Союза.
- 9 октября — Виктор Гайдукевич (61) — русский советский учёный, археолог, специалист в области античной археологии.
- 10 октября — Владимир Дёмин (45) — советский футболист.
- 12 октября — Морис Голдстейн (65) — английский и австралийский шахматист. Чемпион Новой Зеландии 1933 г.
- 12 октября — Артур Лурье (74) — русский композитор и музыкальный писатель, теоретик, критик, один из крупнейших деятелей музыкального футуризма [1] и русского музыкального авангарда XX столетия.
- 13 октября — Гали Хужи (53) — татарский советский поэт, журналист.
- 13 октября — Идрис Иргалиев (64) — советский политический деятель, председатель Исполнительного комитета Гурьевского областного Совета (1942-1943).
- 16 октября — Василий Комяхов (55) — партийный деятель Украинской ССР.
- 16 октября — Элияху Меридор (52) — сионист-ревизионист, израильский политик, депутат кнессета от движения «Херут» и блока «ГАХАЛ».
- 17 октября — Владислав Корчиц (73) — советский военачальник, генерал-полковник.
- 17 октября — Жумбай Шаяхметов (64) — советский партийный и государственный деятель.
- 18 октября — Василий Шишкин (72) — советский археолог и востоковед.
- 23 октября — Джордж Белл (87) — австралийский художник.
- 24 октября — Александр Билюкин (46) — Герой Советского Союза.
- 24 октября — Яков Токмаков (53) — Герой Советского Союза.
- 24 октября — Софья Яновская (70) — советский математик, философ, педагог, создатель советской школы философии математики.
- 26 октября — Иван Яшин (47) — участник Советско-финской и Великой Отечественной войн, Герой Советского Союза.
- 28 октября — Николай Беляев (63) — советский государственный и партийный деятель, 1-й секретарь ЦК КП Казахстана (1957-1960).
- 29 октября — Иван Корзунов (51) — Герой Советского Союза.

## Ноябрь
- 1 ноября — Николай Козлов (53) — участник Великой Отечественной войны, Герой Советского Союза.
- 2 ноября:
  - Исаак Браиловский (66) — писатель, член Союза писателей.
  - Петер Дебай (82) — нидерландский физик и физикохимик, лауреат Нобелевской премии по химии (1936).
- 3 ноября — Дмитрий Жилкин — участник Великой Отечественной войны, Герой Советского Союза.
- 4 ноября — Яаков Клибанов (78) — израильский юрист, политик, депутат кнессета первых трех созывов от Партии общих сионистов.
- 6 ноября — Виктор Ляполов (41) — участник Великой Отечественной войны, Герой Советского Союза.
- 6 ноября — Зинаида Морская (82) — русская советская актриса, народная артистка Казахской ССР.
- 7 ноября — Константин Аксёнов (48) — участник Великой Отечественной войны, Герой Советского Союза.
- 12 ноября — Алексей Дугин (62) — Герой Социалистического Труда.
- 12 ноября — Семен Мильченко (45) — старший лейтенант Рабоче-крестьянской Красной Армии, участник Великой Отечественной войны, Герой Советского Союза.
- 14 ноября — Николай Игнатов (65) — советский политический деятель, председатель Президиума Верховного Совета РСФСР (1962-1966), Герой Социалистического Труда.
- 16 ноября — Артавазд Авакян (59) — агробиолог, генетик, селекционер.
- 16 ноября — Стефан Нарембский (74) — польский архитектор, историк искусства.
- 16 ноября — Альфред Неуланд (71) — эстонский тяжелоатлет, олимпийский призёр.
- 19 ноября — Елена Катульская (78) — оперная и камерная певица, педагог.
- 23 ноября — Элвин Кобурн (84) — американский и британский мастер художественной фотографии.
- 24 ноября — Николай Печковский (70) — русский оперный певец (лирико-драматический тенор).

## Декабрь
- 1 декабря — Александр Брюсов — русский советский археолог.
- 1 декабря — Иван Нечаев (41) — Герой Советского Союза.
- 4 декабря — Николай Афанасьев (73) — протоиерей Западноевропейского экзархата русских церквей Константинопольского патриархата, известный богослов-экклезиолог.
- 5 декабря — Иван Зеленюк (57) — советский политический деятель, 1-й секретарь Черновицкого областного комитета КП(б) Украины (1944—1946).
- 7 декабря — Давид Бродский (71) — русский советский поэт и переводчик.
- 7 декабря — Игнатий Волегов (77) — поручик Русской императорской армии.
- 7 декабря — Иван Топорков (50) — Герой Советского Союза.
- 9 декабря — Юрий Шапорин (79) — советский композитор и музыкальный педагог.
- 10 декабря — Фёдор Кравченко (56) — Герой Советского Союза.
- 12 декабря — Пётр Калинин (64) — советский политический деятель, министр хлебопродуктов Белорусской ССР (1958—1959).
- 12 декабря — Николай Кузнецов (56) — Герой Советского Союза.
- 14 декабря — Исаак Померанчук (53) — советский физик-теоретик, академик АН СССР.
- 15 декабря — Уолт Дисней (65) — американский художник-мультипликатор, кинорежиссёр, актёр, сценарист и продюсер, основатель (вместе со своим братом) компании «Walt Disney Productions».
- 15 декабря — Нахум Слущ — израильский археолог, гебраист, деятель сионистского движения.
- 16 декабря — Анатолий Людмилин (63) — советский дирижёр и педагог.
- 17 декабря — Александр Баленко (53) — Герой Советского Союза.
- 18 декабря — Иван Малин (69) — Герой Советского Союза.
- 20 декабря — Кузьма Афанасьев — Герой Советского Союза.
- 20 декабря — Тимофей Брилёв (60) — Герой Советского Союза.
- 20 декабря — Матвей Манизер (75) — скульптор, народный художник СССР (1958), действительный член (1947) и вице-президент Академии художеств СССР (1947—1966).
- 21 декабря — Тимофей Ковалёв (59) — Герой Советского Союза.
- 23 декабря — Хаймито фон Додерер (70) — австрийский писатель.
- 23 декабря — Григорий Сидоренко (54) — Герой Советского Союза.
- 23 декабря — Моисей Тейф (62) — еврейский советский поэт.
- 26 декабря — Михаил Субботин (73) — советский астроном.
- 26 декабря — Хусейн аль-Халиди — премьер-министр Иордании.
- 29 декабря — Николай Кончаков (54) — Герой Советского Союза.
- 30 декабря — Александр Рощин (55) — Герой Советского Союза.
- 31 декабря — Елена Стасова (93) — русская и советская революционерка, деятель международного коммунистического, женского, антивоенного и антифашистского движения.